# Eugen Schneider (Landrat)
Eugen Schneider (* 26. Oktober 1898 in Gevelsberg; † 31. Mai 1983 in Leverkusen) war ein deutscher Gewerkschaftsfunktionär und Landrat.

## Leben
Nach einer Schlosserlehre  und der Teilnahme am Ersten Weltkrieg war Schneider bis 1925 in seinem erlernten Beruf tätig, bevor er von 1925 bis 1927 die Fachschule für Wirtschaft und Verwaltung in Mönchengladbach besuchte. Bis 1933 betätigte er sich dann als Gewerkschaftssekretär, bevor er diese Beschäftigung nach der Machtergreifung durch die Nationalsozialisten verlor und arbeitslos wurde. Nach einer kurzen Tätigkeit für die Farbenfabriken in Leverkusen in den Jahren 1938 und 1939 musste er nach Beginn des Zweiten Weltkriegs erneut zur Wehrmacht einrücken und war bis 1940 Soldat. Eugen Schneider, CDU-Mitglied der ersten Stunde wurde nach Kriegsende 1945 Geschäftsführer der Industriegewerkschaft Chemie in Leverkusen, eine Stellung, die er bis 1962 innehatte. Von 1945 bis 1948 gehörte er auch dem Kreistag des Rhein-Wupper-Kreises an und stand diesem zugleich über zwei Amtsperioden vom 28. Oktober 1946 bis zum 2. November 1948 als Landrat vor. Darüber hinaus war Schneider Mitglied der Stadtverordnetenversammlung in Leverkusen.